# Vrahovice
Vrahovice, (en alemán: Wrahowitz) es una ciudad situdad en la región de Olomouc (en alemán: Olmütz) de la República Checa.

## Geografía
- Altitud: 215 metros.
- Latitud: 49º 28' 51" N
- Longitud: 17º 08' 54" E

## Originarios de Vrahovice
- František Kopečný
- Bedřich Tylšar
- Zdeněk Tylšar
- Rostislav Václavíček

- Datos: Q1023574
- Multimedia: Vrahovice / Q1023574